# Pernes-lès-Boulogne

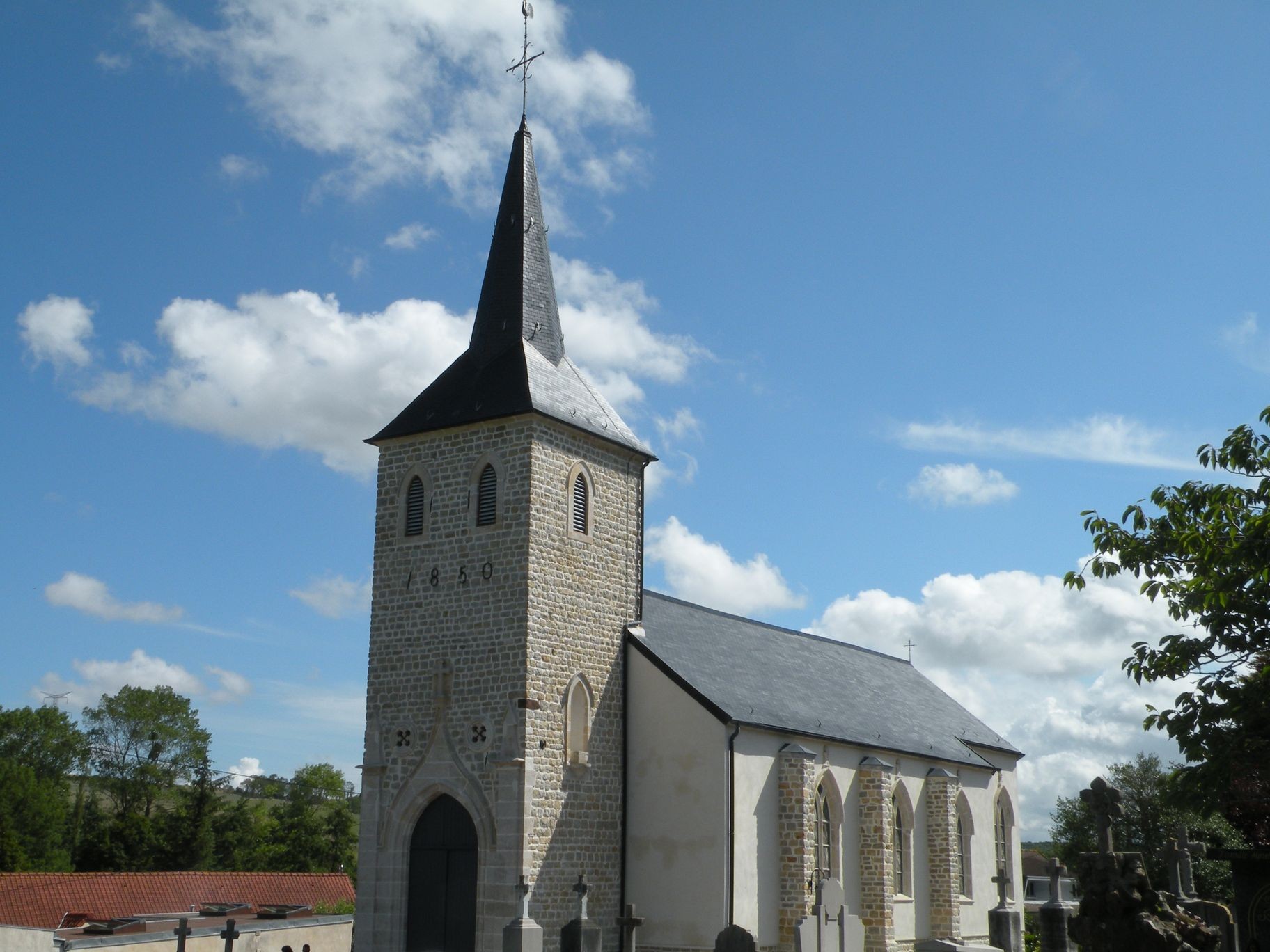
Kościół w Pernes-lès-Boulogne

Pernes-lès-Boulogne – miejscowość i gmina we Francji, w regionie Hauts-de-France, w departamencie Pas-de-Calais.
Według danych na rok 1990 gminę zamieszkiwało 466 osób, a gęstość zaludnienia wynosiła 60 osób/km² (wśród 1549 gmin regionu Nord-Pas-de-Calais Pernes-lès-Boulogne plasuje się na 804. miejscu pod względem liczby ludności, natomiast pod względem powierzchni na miejscu 463.).